# Walter Scharwies
Walter Scharwies (* 27. September 1948 in Alzenau) ist ein deutscher Kommunalpolitiker und Heimatforscher. Er ist ehemaliger Bürgermeister und Ehrenbürger der unterfränkischen Stadt Alzenau im Landkreis Aschaffenburg sowie Autor regionalgeschichtlicher Veröffentlichungen.

## Leben
Von 1987 bis 1999 leitete Walter Scharwies im Rang eines Regierungsdirektors als Vorstand das Staatliche Stiftungsamt Aschaffenburg, das mehrere historische Stiftungen u. a. aus der kurmainzischen Zeit des Untermains verwaltet. Von 1990 bis 1999 hatte er das Ehrenamt des Zweiten Bürgermeisters von Alzenau inne.
Von 1999 bis 2011 war Walter Scharwies Erster Bürgermeister seiner Heimatstadt Alzenau, die ihn 2011 zum Ehrenbürger ernannte. In seiner Amtszeit erhielt Alzenau den Zuschlag für die Durchführung der Bayerischen Gartenschau „Natur in der Stadt“ 2015. Außerdem entschied sich die Fraunhofer-Gesellschaft für die Ansiedlung in Alzenau (Fraunhofer-Projektgruppe IWKS für Wertstoffkreisläufe und Ressourcenstrategie). Der Freistaat Bayern ehrte Scharwies im September 2012 mit der Kommunalen Verdienstmedaille in Bronze.
Scharwies befasst sich seit den 1970er Jahren mit der regionalen Geschichte und veröffentlichte rund 200 Aufsätze. Er ist Autor und Mitautor mehrerer Bücher. 2015 erschien aus seiner Feder das Buch „Weingeschichten aus Alzenau“. Hierin stellt der Autor die Verbindungen der Menschen mit einer der ursprünglichsten Kulturgüter am Übergang des westlichen Spessarts hin zur Ebene von Rhein und Main dar. Einen Schwerpunkt seiner Forschungstätigkeit bilden die herrschaftlichen Familien, die auf Schloss Wasserlos lebten. Hierzu gehören Prinz Ludwig Eugen von Württemberg, Katharina Elisabeth Marquise du Chasteler und Ludovica (Lulu) Freifrau von des Bordes, geborene Brentano von La Roche. Mit letzter befasst sich das 2021 veröffentlichte Buch „Lulu Brentano: Eine »curiose« Lebensgeschichte erzählt in Briefen“.
Er ist seit 1985 Mitglied im Lions Club Aschaffenburg-Alzenau. Dort war er 1987/1988 Sekretär, 1992/1993 Vizepräsident und 1993/1994 Präsident.

## Bücher

### Lulu Brentano:Eine »curiose«Lebensgeschichte erzählt in Briefen
Sie hieß eigentlich Ludovica, nannte sich selbst Lulu, und führte die Ehenamen Jordis und Des Bordes. Bekannter ist sie als Lulu Brentano. Im Freien Deutschen Hochstift/Frankfurter Goethehaus, in der Preußischen Staatsbibliothek zu Berlin und in weiteren Archiven liegen Autographen, geschrieben vom 10. Lebensjahr (1797) bis wenige Wochen vor ihrem Tod (1854). Sie dokumentieren eine Lebensgeschichte, die ihr Bruder Clemens als »curios« bezeichnete. Bankiersgattin mit Kontakten in die allerhöchsten Kreise, gute Bekannte der Brüder Grimm, mit 25 Jahren Todessehnsucht, als Witwe erfolgreiche Unternehmerin in Paris, von Eichendorff hoch gelobte Schriftstellerin bilden einige Merkmale ihres bislang wenig beachteten, von Brüchen begleiteten Lebensweges. In ihr vereinigen sich erfolgreicher Brentanoscher Kaufmannsgeist und musisches Talent der Mutter La Roche, Schutz und Halt suchende Verbindung zu den Geschwistern und zur eigenen Familie, aber auch auf der Religion ruhendes soziales Engagement zu einer interessanten Persönlichkeit. Walter Scharwies hat ihre großenteils unveröffentlichten Briefe übertragen.

### Weingeschichten aus Alzenau
Seit tausend Jahren findet der Weinstock in der heutigen Stadt Alzenau Hege und Pflege. Auf der Grundlage historischer Quellen stellt Walter Scharwies in den „Weingeschichten aus Alzenau“ die Verbindungen der Menschen mit einem der ursprünglichsten Kulturgüter dar. Der Rebstock setzt noch heute am Übergang des westlichen Spessarts hin zur Ebene von Rhein und Main in den Stadtteilen Hörstein, Michelbach und Wasserlos einen besonderen Akzent.

## Veröffentlichungen
Bücher und Broschüren:
- Die Alzenauer Brücken und Stege. Zur Übergabe der Mühlwegbrücke am 5. Juli 1979. Hrsg. von der Stadt Alzenau, Alzenau 1979.
- Alzenau, Stadt im Grünen. Hrsg. von der Stadtverwaltung Alzenau, Alzenau ca. 1980.
- Alte Photographien erzählen aus Alzenau … und den Stadtteilen Hörstein, Michelbach, Wasserlos, Albstadt, Kälberau. Götz, Alzenau 1982. [2. Aufl. 1988]
- Burg Alzenau. Aus der Reihe Kleine Führer [Kunstführer], Verlag Schnell und Steiner, München u. a. 1984.
- Einweihung der Stadtbibliothek und Übergabe des Marktplatzes. 28. Juni 1986. Hrsg. von der Stadt Alzenau, Alzenau 1986.
- Weingeschichten aus Alzenau. Selbstverlag, Alzenau 2015, ISBN 978-3-00-048513-8. [rezensiert von Birgit Speckle in Schönere Heimat. 105. Jg. H. 1. 2016, S. 82–83]
- Alzenau in: Bunzel/Hohmann/Sarkowicz (Hrsg.): Romantik an Rhein und Main – Eine Topographie. Philipp von Zabern, Wissenschaftliche Buchgesellschaft, Darmstadt 2014, ISBN 978-3-8053-4824-9.
- Lulu Brentano - Eine »curiose« Lebensgeschichte erzählt in Briefen, Waldemar Kramer in der Verlagshaus Römer GmbH, Wiesbaden 2021, ISBN 978-3-7374-0489-1.

Beiträge (Auswahl):
- Der Weinbau in Hörstein. In: Markt Hörstein 1975, Hrsg. von der Gemeinde Markt Hörstein, Hörstein, 1975, S. 80–86.
- Flur- und Straßennamen – ihre Entstehung und Deutung. Nach Berichten des ehemaligen Leiters der Hörsteiner Volksschule, Hauptlehrer i. R. Anton Gießübel. Niedergeschrieben von Walter Scharwies. In: Markt Hörstein 1975, Hrsg. von der Gemeinde Markt Hörstein, Hörstein, 1975, S. 108–110.
- Gasthaus „Zum Ochsen“ – ehemals ein Wahrzeichen Hörsteins. In: Markt Hörstein 1975, Hrsg. von der Gemeinde Markt Hörstein, Hörstein, 1975, S. 114–116.
- Bevölkerungsstatistik vor dem 1. Weltkrieg. In: Markt Hörstein 1975, Hrsg. von der Gemeinde Markt Hörstein, Hörstein, 1975, S. 138.
- Hörstein heute. In: Markt Hörstein 1975, Hrsg. von der Gemeinde Markt Hörstein, Hörstein, 1975, S. 145–161.
- Die Verwaltungs- und Gebietsreform in Bayern. In: Markt Hörstein 1975, Hrsg. von der Gemeinde Markt Hörstein, Hörstein, 1975, S. 174–177.
- Villa Meßmer in Alzenau. In: Gedenkbuch zum 225jährigen Bestehen der Pfarrkirche Alzenau 1758–1983. Hrsg. vom Kath. Pfarramt St. Justinus, Alzenau 1983, S. 42–43.
- Burg und Hohes Kreuz berichten aus der Alzenauer Geschichte. In: Gedenkbuch zum 225jährigen Bestehen der Pfarrkirche Alzenau 1758–1983. Hrsg. vom Kath. Pfarramt St. Justinus, Alzenau 1983, S. 69–77.
- Gutshof mit kulturellem und sportlichem Leben : das Michelbacher Schlößchen in alten Fotographien. In: Unser Kahlgrund. 34 (1988); hrsg. von der Arbeitsgemeinschaft zur Heimatforschung und Heimatpflege des Landkreises Alzenau; Landrat des Kreises. Alzenau 1989, S. 90–93.
- Das Kälberauer Klausengut war im 19. Jahrhundert Stiftungsbesitz und diente als „Erziehungsanstalt für entlassene jugendliche Sträflinge“. In: Unser Kahlgrund. 34 (1988); hrsg. von der Arbeitsgemeinschaft zur Heimatforschung und Heimatpflege des Landkreises Alzenau; Landrat des Kreises. Alzenau 1989, S. 123–127.
- In Rück am bayerischen Untermain moderner Weinbau vor geschichtlichem Hintergrund. In: Bocksbeutelkunde. 77 (1988), Würzburg 1988, S. 27–29.
- Die „reale Übergabe“ des Amtes Alzenau an die bayerische Krone fand am 17. Juli 1816 in Miltenberg statt. In: Unser Kahlgrund. 35 (1989); hrsg. von der Arbeitsgemeinschaft zur Heimatforschung und Heimatpflege des Landkreises Alzenau; Landrat des Kreises. Alzenau 1990, S. 26–28.
- Reinhard Domidion aus Alzenau (1802–1859) war Landtagsabgeordneter, Gastwirt, Posthalter und Buchbinder. Ein Leben voller Tatendrang. In: Unser Kahlgrund. 35 (1989); hrsg. von der Arbeitsgemeinschaft zur Heimatforschung und Heimatpflege des Landkreises Alzenau; Landrat des Kreises. Alzenau 1990, S. 30–36.
- Ein alter Grabstein mit dem Ortsnamen Michelbach erinnert an den Streit der Erben um eine klösterliche Schenkung. In: Unser Kahlgrund. 35 (1989); hrsg. von der Arbeitsgemeinschaft zur Heimatforschung und Heimatpflege des Landkreises Alzenau; Landrat des Kreises. Alzenau 1990, S. 41–43.
- Vor 150 Jahren feierte König Ludwig I. seinen 54. Geburtstag auf dem Hahnenkamm. In: Unser Kahlgrund. 36 (1990); hrsg. von der Arbeitsgemeinschaft zur Heimatforschung und Heimatpflege des Landkreises Alzenau; Landrat des Kreises. Alzenau 1991, S. 40–44.
- Dieser Ort ist „allzu nah“. Verdanken die Alzenauer ihren Ortsnamen der Sage vom „treuen Weibe“? Leider nein. In: Unser Kahlgrund. 36 (1990); hrsg. von der Arbeitsgemeinschaft zur Heimatforschung und Heimatpflege des Landkreises Alzenau; Landrat des Kreises. Alzenau 1991, S. 97–104.
- Einführung zu Franz A. Gräbner: Mühlen und Landschaften der Heimat. Bildband, Reinhold Keim, Großkrotzenburg 1990. ISBN 978-3-921-53533-2.
- Das Alzenauer Wingertkapellchen wird hundert Jahre alt. In: Unser Kahlgrund. 37 (1991); hrsg. von der Arbeitsgemeinschaft zur Heimatforschung und Heimatpflege des Landkreises Alzenau; Landrat des Kreises. Alzenau 1992, S. 69–71.
- Vor 175 Jahren wurde Alzenau mit elf Amtsgemeinden bayerisch. Der Übergang stabilisierte die Verhältnisse in einer Gegend, in der die Benachteiligung Tradition hatte. In: Spessart. 7 (1991), Aschaffenburg 1991, S. 3–5.
- Edmund Rücker zum 80. Geburtstag. In: Unser Kahlgrund. 39 (1993); hrsg. von der Arbeitsgemeinschaft zur Heimatforschung und Heimatpflege des Landkreises Alzenau; Landrat des Kreises. Alzenau 1994, S. 159–160.
- Vor 200 Jahren. Der Alzenauer Pfarrer erhält seine „Weinkompetenz“ und muß einem Kaplan für Michelbach „halten“. In: Unser Kahlgrund. 41 (1995); hrsg. von der Arbeitsgemeinschaft zur Heimatforschung und Heimatpflege des Landkreises Alzenau; Landrat des Kreises. Alzenau 1996, S. 32–37.
- Das königliche Wort erfüllen, nicht disputieren. Eine nicht vollzogene Schenkung Gustav Adolfs bezüglich Alzenau, Hörstein und Wasserlos. In: Unser Kahlgrund. 42 (1996); hrsg. von der Arbeitsgemeinschaft zur Heimatforschung und Heimatpflege des Landkreises Alzenau; Landrat des Kreises. Alzenau 1997, S. 29–35.
- Nicht „Touristensport“ im großen, sondern Liebe zur Heimat. Die drei ältesten Vereine des Spessartbundes waren maßgeblich am Entstehen des Vereinswanderns in Deutschland beteiligt. In: Aschaffenburger Jahrbuch für Geschichte. Landeskunde und Kunst des Untermaingebietes. 19 (1997); hrsg. vom Geschichts- und Kunstverein Aschaffenburg, Aschaffenburg 1997, S. 153–172.
- Die Maien der Fronleichnamsprozession in Alzenau, Hörstein und Somborn verwandelten sich in die schönsten „Bohnenstangen“. In: Unser Kahlgrund. 43 (1997); hrsg. von der Arbeitsgemeinschaft zur Heimatforschung und Heimatpflege des Landkreises Alzenau; Landrat des Kreises. Alzenau 1998, S. 86–88.
- Pfarrgarten und Pestfriedhof. Zur Geschichte des Platzes „Vor der Unteren Pforte“. In: Einweihung des Platzes „Vor der Unteren Pforte“. Neue städtebauliche Mitte Hörsteins. Hrsg. von der Stadt Alzenau, Alzenau 1998, S. 14–17.
- Die achtjährige Privatfehde des Hans Volck aus Gerolzhofen gegen Alzenau. In: Unser Kahlgrund. 44 (1998); hrsg. von der Arbeitsgemeinschaft zur Heimatforschung und Heimatpflege des Landkreises Alzenau; Landrat des Kreises. Alzenau 1999, S. 59–64.
- Die älteste Urkunde über die Burg Alzenau ist genau 600 Jahre alt. In: Unser Kahlgrund. 45 (1999); hrsg. von der Arbeitsgemeinschaft zur Heimatforschung und Heimatpflege des Landkreises Alzenau; Landrat des Kreises. Alzenau 2000, S. 27–28.
- Vor 600 Jahren verleiht König Ruprecht Alzenau das Stadtrecht. In: Unser Kahlgrund. 46 (2000); hrsg. von der Arbeitsgemeinschaft zur Heimatforschung und Heimatpflege des Landkreises Alzenau; Landrat des Kreises. Alzenau 2001, S. 26–29.
- Die älteste Urkunde über Burg Alzenau ist 600 Jahre alt. In: Alzenauer Stadtbuch. Beiträge zur Geschichte der Stadt Alzenau und ihrer Stadtteile Albstadt, Hörstein, Kälberau, Michelbach und Wasserlos. Hrsg. von der Stadt Alzenau, Alzenau, 2001, S. 17–20. ISBN 978-3-000-08608-3
- 23. Juli 1951. Der Marktgemeinde Alzenau wird die Bezeichnung „Stadt“ verliehen. In: Alzenauer Stadtbuch. Beiträge zur Geschichte der Stadt Alzenau und ihrer Stadtteile Albstadt, Hörstein, Kälberau, Michelbach und Wasserlos. Hrsg. von der Stadt Alzenau, Alzenau, 2001, S. 21–25.
- Das Stadtwappen erinnert an Freigericht und Kurmainz. In: Alzenauer Stadtbuch. Beiträge zur Geschichte der Stadt Alzenau und ihrer Stadtteile Albstadt, Hörstein, Kälberau, Michelbach und Wasserlos. Hrsg. von der Stadt Alzenau, Alzenau, 2001, S. 149–150.
- Pfarrei St. Laurentius Michelbach. In: Alzenauer Stadtbuch. Beiträge zur Geschichte der Stadt Alzenau und ihrer Stadtteile Albstadt, Hörstein, Kälberau, Michelbach und Wasserlos. Hrsg. von der Stadt Alzenau, Alzenau, 2001, S. 219–233.
- Toleranz und Zusammenleben, aber auch unverständlicher Haß. Jüdische Kultusgemeinden in Alzenau, Wasserlos und Hörstein. In: Alzenauer Stadtbuch. Beiträge zur Geschichte der Stadt Alzenau und ihrer Stadtteile Albstadt, Hörstein, Kälberau, Michelbach und Wasserlos. Hrsg. von der Stadt Alzenau, Alzenau, 2001, S. 258–288.
- Hoc est vinum – Weinbau am westlichen Vorspessart. In: Alzenauer Stadtbuch. Beiträge zur Geschichte der Stadt Alzenau und ihrer Stadtteile Albstadt, Hörstein, Kälberau, Michelbach und Wasserlos. Hrsg. von der Stadt Alzenau, Alzenau, 2001, S. 363–388.
- „Das Vereinswesen kann große Vorteile bringen …“. Erste Jahrzehnte des Vereinslebens im Raum Alzenau. In: Alzenauer Stadtbuch. Beiträge zur Geschichte der Stadt Alzenau und ihrer Stadtteile Albstadt, Hörstein, Kälberau, Michelbach und Wasserlos. Hrsg. von der Stadt Alzenau, Alzenau, 2001, S. 421–460.
- Vor 600 Jahren verleiht König Ruprecht Alzenau das Stadtrecht. Im Jahr 2001 wird in Alzenau gefeiert: gleich drei Jahreszahlen bieten bedeutenden Anlass. …. In: Spessart. 4 (2001), Aschaffenburg 2001, S. 3–5.
- Adeliges Leben, Wohltätigkeit und Liebe zur Landschaft. Familie von des Bordes; zu Bentheim auf Schloss Wasserlos. In: Ludovica Freifrau von des Bordes, geborene Brentano von La Roche, Herrin auf Schloss Wasserlos und Wohltäterin der Gemeinde. Hrsg. von der Stadt Alzenau im September 2002 anlässlich der Einweihung und offiziellen Übergabe des Platzes in der neu gestalteten Wasserloser Ortsmitte als erster Bd. einer Schriftenreihe zu lokalhistorischen Themen. [=Alzenauer Beiträge zur Heimatgeschichte Bd. 1], Alzenau, 2002, S. 24–47.
- Nach 1803 gehörte das Amt Alzenau für 13 Jahre zu Hessen-Darmstadt. In: Spessart. 97. Jg., 2 (2003), Aschaffenburg 2003, S. 9–16.
- Der Wandel im ehemaligen Landkreis Alzenau in den letzten 50 Jahren. In: Unser Kahlgrund. 50 (2004); hrsg. von der Arbeitsgemeinschaft zur Heimatforschung und Heimatpflege des Landkreises Alzenau; Landrat des Kreises. Alzenau 2005, S. 33–49.
- Von einer kleinen Wasserburg zum Museum der Stadt Alzenau im Schlösschen. Ein herrschaftliches Anwesen begleitet die Geschichte des Stadtteils Michelbach. In: Museum der Stadt Alzenau im Schlösschen Michelbach. Hrsg. von der Stadt Alzenau im Oktober 2006 anlässlich der Einweihung und offiziellen Übergabe des neuen Museums der Stadt Alzenau im umfassend renovierten Schlösschen Michelbach. [=Alzenauer Beiträge zur Heimatgeschichte Bd. 3], Alzenau, 2006. S. 7–44.
- Minister Montgelas hasst das Abkommen, König Max bekommt vor Aufregung eine Kolik. Das Amt Alzenau wird mit dem „Münchner Vertrag“ bayerisch. In: Unser Kahlgrund. 53 (2008); hrsg. von der Arbeitsgemeinschaft zur Heimatforschung und Heimatpflege des Landkreises Alzenau; Landrat des Kreises. Alzenau 2008, S. 52–56.
- Vom Projekt zur nachhaltigen Einrichtung. Der Solarparcours in Alzenau. In: Der bayerische Bürgermeister. 63 (2010), München 2010, S. 133–135.
- Der „Liederkranz“ Alzenau. In: Unser Kahlgrund. 56 (2011); hrsg. von der Arbeitsgemeinschaft zur Heimatforschung und Heimatpflege des Landkreises Alzenau; Landrat des Kreises. Alzenau 2011, S. 148–153.
- In Alzenau „schnappte“ sich das Königreich Bayern den Rohbau der Schule. Vor 160 Jahren entstanden in Bayern die Bezirksämter. In: Spessart. 106. Jg., 11 (2012); hrsg. von der Arbeitsgemeinschaft zur Heimatforschung und Heimatpflege des Landkreises Alzenau; Landrat des Kreises. Alzenau 2011, S. 17–20.
- Gedenken an die „Befreiung Deutschlands“, Adlerstechen und Feuerwerk. Der Spessartbund feierte 1913 in Alzenau sein erstes Bundesfest. In: Unser Kahlgrund. 58 (2013); hrsg. von der Arbeitsgemeinschaft zur Heimatforschung und Heimatpflege des Landkreises Alzenau; Landrat des Kreises. Alzenau 2013, S. 26–32.
- 1862 entstand im heutigen Alzenauer Rathaus ein Königliches Bezirksamt. In: Unser Kahlgrund. 58 (2013); hrsg. von der Arbeitsgemeinschaft zur Heimatforschung und Heimatpflege des Landkreises Alzenau; Landrat des Kreises. Alzenau 2013, S. 87–91.
- Der Charakter der Bevölkerung des Kahlgrundes erschwert dessen Verwaltung. Der Alzenauer Bezirksamtmann Vervier berichtet 1863 an den König. In: Unser Kahlgrund. 58 (2013); hrsg. von der Arbeitsgemeinschaft zur Heimatforschung und Heimatpflege des Landkreises Alzenau; Landrat des Kreises. Alzenau 2013, S. 92–95.
- Sonderschulrektor i. R. Heribert Amberg. In: Unser Kahlgrund. 58 (2013); hrsg. von der Arbeitsgemeinschaft zur Heimatforschung und Heimatpflege des Landkreises Alzenau; Landrat des Kreises. Alzenau 2013, S. 189.
- Statue am Hochaltar von Sankt Justinus in Alzenau erinnert an Karl den Großen. In: Unser Kahlgrund. 59 (2014); hrsg. von der Arbeitsgemeinschaft zur Heimatforschung und Heimatpflege des Landkreises Alzenau; Landrat des Kreises. Alzenau 2014, S. 33–37.
- Vor 100 Jahren, am 28. Mai 1914, starb Hugo Mumm von Schwarzenstein, der letzte adelige Gutsherr auf Schloss Wasserlos. In: Unser Kahlgrund. 59 (2014); hrsg. von der Arbeitsgemeinschaft zur Heimatforschung und Heimatpflege des Landkreises Alzenau; Landrat des Kreises. Alzenau 2014, S. 209–210.
- Der Dalberghof. Ein grundlegend saniertes, das Ortsbild prägende Bauwerk in Albstadt. In: Unser Kahlgrund. 60 (2015); hrsg. von der Arbeitsgemeinschaft zur Heimatforschung und Heimatpflege des Landkreises Alzenau; Landrat des Kreises. Alzenau 2014, S. 121–126.
- Die „wohl gebildete Stimme“ des Amtsrichters und der Rechtsanwalt als „Natursänger“, Konzert des „Liederkranzes“ Alzenau im November 1912. In: Unser Kahlgrund. 60 (2015); hrsg. von der Arbeitsgemeinschaft zur Heimatforschung und Heimatpflege des Landkreises Alzenau; Landrat des Kreises. Alzenau 2014, S. 126–128.
- Frühe Krankenpflege in Alzenau : Vortrag von Altbürgermeister Walter Scharwies anlässlich des 30-jährigen Jubiläms der Sozialstation St. Paulus am 01.7.2006. In: Chronik zum 40-jährigen Jubiläum der Caritas-Sozialstation St. Paulus e.V.  Hrsg. von der Sozialstation St. Paulus e.V., Alzenau 2016, S. 10–15.
- Maria Ludovica Brentano-Jordis-des Bordes (1787–1854). In: Die Brentanos – eine romantische Familie? Hrsg. von Bernd Heidenreich, Evelyn Brockhoff, Anne Bohnenkamp-Renken und Wolfgang Bunzel für die Hessische Landeszentrale für politische Bildung, Frankfurt am Main 2016, S. 1991–211. ISBN 978-3-943-40769-3
- „Vivat es lebe unser geliebter König“. Das Amt Alzenau kam im Juli 1816 zur bayerischen Krone. In: Unser Kahlgrund. 61 (2016); hrsg. von der Arbeitsgemeinschaft zur Heimatforschung und Heimatpflege des Landkreises Alzenau; Landrat des Kreises. Alzenau 2016, S. 32–37.
- Um 1850 entstand ein Verzeichnis, das 119 „conzessionirte Brandweinbrenner“ im Kahlgrund aufführt. In: Unser Kahlgrund. 61 (2016); hrsg. von der Arbeitsgemeinschaft zur Heimatforschung und Heimatpflege des Landkreises Alzenau; Landrat des Kreises. Alzenau 2016, S. 38–42.
- Der Pfarrer wird 1850 Schnapsbrenner. Branntweinerzeugung zur Finanzierung der Pfarrei Krombach. In: Unser Kahlgrund. 61 (2016); hrsg. von der Arbeitsgemeinschaft zur Heimatforschung und Heimatpflege des Landkreises Alzenau; Landrat des Kreises. Alzenau 2016, S. 42–43.
- Den nachteiligen Pfuschereien der Abdecker und Schäfer ausgesetzt. Ärztliche Versorgung des Kahlgrundes in der ersten Hälfte des 19. Jahrhunderts. In: Unser Kahlgrund. 62 (2017); hrsg. von der Arbeitsgemeinschaft zur Heimatforschung und Heimatpflege des Landkreises Alzenau; Landrat des Kreises. Alzenau 2017, S. 18–21.
- 1876 in Alzenau und 1880 in Schöllkrippen entstanden die ersten Krankenhäuser des Kahlgrundes. In: Unser Kahlgrund. 62 (2017); hrsg. von der Arbeitsgemeinschaft zur Heimatforschung und Heimatpflege des Landkreises Alzenau; Landrat des Kreises. Alzenau 2017, S. 22–30.
- „Das Stroh in den Strohsäcken wird vierteljährig erneuert“. Haus-Ordnung des Distriktskrankenhauses zu Alzenau. In: Unser Kahlgrund. 62 (2017); hrsg. von der Arbeitsgemeinschaft zur Heimatforschung und Heimatpflege des Landkreises Alzenau; Landrat des Kreises. Alzenau 2017, S. 31–32.
- Vom Klausengut Kälberau zur Sozialstation. Ambulante Krankenpflege in Alzenau. In: Unser Kahlgrund. 62 (2017); hrsg. von der Arbeitsgemeinschaft zur Heimatforschung und Heimatpflege des Landkreises Alzenau; Landrat des Kreises. Alzenau 2017, S. 33–37.
- Acht Jahrzehnte diente das Spital in der Hanauer Straße als Krankenhaus des Kreises Alzenau. In: Unser Kahlgrund. 63 (2018); hrsg. von der Arbeitsgemeinschaft zur Heimatforschung und Heimatpflege des Landkreises Alzenau; Landrat des Kreises. Alzenau 2018, S. 92–100.
- Vom „mitarbeitenden“ Patienten zum Dauergast und Hausburschen des Spitals in Alzenau. In: Unser Kahlgrund. 63 (2018); hrsg. von der Arbeitsgemeinschaft zur Heimatforschung und Heimatpflege des Landkreises Alzenau; Landrat des Kreises. Alzenau 2018, S. 101–102.
- Die älteste Sozialstation im Landkreis Aschaffenburg. Sankt Paulus in Alzenau. In: Unser Kahlgrund. 63 (2018); hrsg. von der Arbeitsgemeinschaft zur Heimatforschung und Heimatpflege des Landkreises Alzenau; Landrat des Kreises. Alzenau 2018, S. 103–106.

Herausgeberschaft (Auswahl):
- mit Heinz Pfuhlmann: Vom Staffelberg zum Untermain. Eine poetische Main- und Weinreise mit Viktor von Scheffel und Anton Schnack. = Bibliographie zur Geschichte und Kultur des Weines – Schoene3, Nr. Nr. 24337, Gesellschaft für Geschichte des Weines, Hrsg. von der Weinbruderschaft Franken e.V., Würzburg 2004.